# Scotty James
Scott "Scotty" James, född 6 juli 1994, är en australisk snowboardåkare. Han har tävlat för Australien i fyra olympiska spel (Vancouver 2010, Sotji 2014, Pyeongchang 2018 och Peking 2022).
Vid olympiska vinterspelen 2018 i Pyeongchang tog James brons i halfpipe. Vid olympiska vinterspelen 2022 i Peking tog han silver i samma gren.